# Seo Deok-kyu
Seo Deok-kyu (ur. 22 października 1978 w Seulu) – południowokoreański piłkarz, grający podczas kariery na pozycji obrońcy.

## Kariera klubowa
Pierwszym klubem piłkarskim w karierze Seo był Ulsan Hyundai Horang-i, do którego trafił w 2001. W Ulsan grał do końca kariery w 2008 (przerwą na służbę wojskową w klubie Gwangju Sangmu Bulsajo w latach 2004-2005). Z Ulsan zdobył K-League Cup w 2006.
| Sezon | Klub                   | Kraj             | Rozgrywki | Mecze | Bramki |
| ----- | ---------------------- | ---------------- | --------- | ----- | ------ |
| 2001  | Ulsan Hyundai Horang-i | Korea Południowa | K-League  | 24    | 0      |
| 2002  | Ulsan Hyundai Horang-i | Korea Południowa | K-League  | 22    | 0      |
| 2003  | Ulsan Hyundai Horang-i | Korea Południowa | K-League  | 8     | 0      |
| 2004  | Gwangju Sangmu Bulsajo | Korea Południowa | K-League  | 22    | 0      |
| 2005  | Gwangju Sangmu Phoenix | Korea Południowa | K-League  | 14    | 0      |
| 2006  | Ulsan Hyundai Horang-i | Korea Południowa | K-League  | 6     | 0      |
| 2007  | Ulsan Hyundai Horang-i | Korea Południowa | K-League  | 12    | 0      |
| 2008  | Ulsan Hyundai Horang-i | Korea Południowa | K-League  | 5     | 0      |

## Kariera reprezentacyjna
W reprezentacji Korei Południowej Seo występował w 2001. W tym roku wystąpił w Pucharze Konfederacji. W turnieju w Korei był rezerwowym i nie wystąpił w żadnym meczu.